# 青野池
青野池（あおのいけ）は、新潟県上越市大字青野にあるため池である。2010年（平成22年）3月25日に農林水産省のため池百選に選定された。

## 概要
青野池は、400年以上前から農業用水として利用されている池で、現在も120haの灌漑を行っている。
池の中央には弁財天を祀る祠がある弁天島があり、ハンノキが生える堤防により分断され、美しい景観となっている。
隣接する水田から出土した遺跡調査の結果、池周辺が上越地方における稲作発祥の地であることも判明している。

## 自然環境
秋の「池払い」（水抜き）ではコイの掴み取りや、カモ、シラサギなどの水鳥、沼にはヌマエビ、サワガニ、ホタルなどが生息し、湖畔にはハンゲショウ、カキツバタ、カタクリなどが植栽されている。

## アクセス

### 道路
- 国道253号美守郵便局

### 公共交通機関
- えちごトキめき鉄道直江津駅下車
- 北越急行ほくほく線大池いこいの森駅下車